# 因為有你 (生物股長單曲)
《因為有你》（日语：キミがいる）是日本樂隊生物股長的第19張單曲，由Epic Records Japan於2010年8月4日發行。

## 概要
單曲距離前作《感謝》發行約3個月，是生物股長在2010年發行的第3張單曲。單曲在初回期間附有「生物卡片020」和「《因為有你》夏日貼紙」。另外，組合為「感謝」支持者，單曲跟前作《感謝》一樣定價為555日圓。

## 歌曲
單曲跟前作一樣，只收錄了一首歌曲——《因為有你》（キミがいる）。這首歌由組合主唱吉岡聖惠作曲和填詞，為成員水野良樹首次沒有參與單曲的歌曲製作。
這首歌是日本電視台水十連續劇《螢之光2》的主題曲。由於《螢之光2》跟《鬼太郎之妻》播映期在2010年7月至9月重疊了，所以當時同時有兩套電視劇的主題曲（《因為有你》和《感謝》）都是生物股長的歌曲。

## 歌曲列表
| CD   | CD                      | CD       | CD       | CD   |
| 曲序 | 曲目                    | 词曲     | 编曲     | 时长 |
| ---- | ----------------------- | -------- | -------- | ---- |
| 1.   | 因為有你                | 吉岡聖惠 | 島田昌典 | 5:51 |
| 2.   | 因為有你 -instrumental- | －       | －       |      |

## 註腳
1. ↑  這套電視劇《螢之光2》（ホタルノヒカリ2）跟生物股長第14張單曲（ホタルノヒカリ）雖然名字一樣，但是完全沒有關係。

## 外部連結
- 生物股長官方網站（日語）
- Sony Music（日語）
- 台灣索尼音樂